# 苏姆盖特暴动
蘇姆蓋特暴動(: "蘇姆蓋特大屠殺"; 亞塞拜然語：: "蘇姆蓋特事件")是1988年2月後期的一宗針對在阿塞拜疆蘇姆蓋特居住的亞美尼亞族的暴力事件。這起暴動發生的原因是因爲早前的卡拉巴赫運動。在1988年2月27日，一群阿塞拜疆人以團體的形式攻擊並殺害在街上及在公寓裏的亞美尼亞人；大規模擴散的搶劫以及大部分亞塞拜疆警察不執法導致這起的暴力事件持續了三天之久。
在2月28日，一小隊的蘇聯内務部部隊進城，但暴亂沒有成功地平息。一天之後更多的軍事單位駕駛著坦克和裝甲運兵車抵達城市。政府軍隨即頒佈戒嚴令和宵禁結束了這場暴動。儘管有其他資料指出在此起事件有多達數百名被害者，但蘇聯總檢查長根據被害人的名單公佈了官方的死亡人數是32名(26名亞美尼亞人和6名阿塞拜疆人)。
因這起暴亂事件空前地嚴重而引起西方媒體廣泛報導。在亞美尼亞和蘇聯的其他地區均對此感到震驚，因爲加盟共和國之間的種族仇恨在很大程度上都受到蘇聯政府的壓制。蘇聯政府爲了避免這些衝突一直提倡某些意識形態，包括無產階級國際主義、民族友誼 以及 社會主義愛國主義。這起大屠殺事件以及後來的納戈爾諾-卡拉巴赫衝突是當時的蘇聯共產黨中央委員會總書記戈爾巴喬夫進行改革時面對的重大挑戰。對這次危機的反應遲緩也是之後其中一個指責戈爾巴喬夫的原因。
由於這起針對亞美尼亞族人的暴力事件的範圍空前巨大，所以在亞美尼亞人的民族意識中立刻聯想起1915年的亞美尼亞大屠殺。國際和蘇聯的報導也把這起事件描繪成對亞美尼亞人的種族屠殺。亞美尼亞，阿爾察赫共和國以及海外的亞美尼亞人僑胞在每年的2月28日也會紀念這起在蘇姆蓋特的暴亂。

## 背景

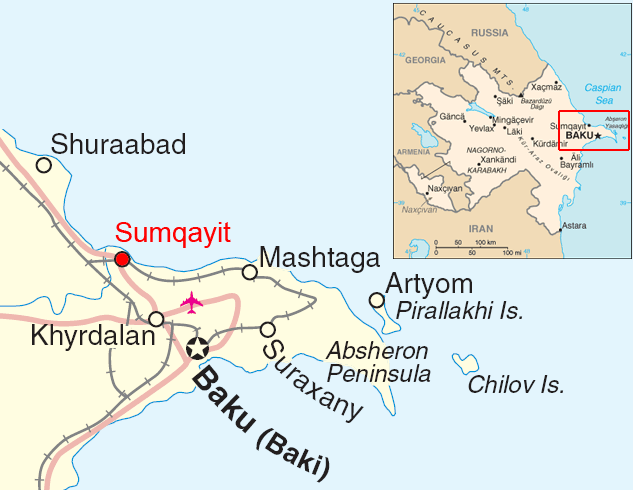
蘇姆蓋特坐落於阿塞拜疆首都巴庫的西北方約30公里處，靠近裏海。

蘇姆蓋特是首都巴庫以北大概30公里，靠近裏海海岸的一座城市。這座城市在1960年代修建了煉油廠和石化廠，因此也讓它成爲了僅次於巴庫的工業重鎮。在1960年代城市的人口為60,000人，但在1980年代後期人數則大幅上升至223,000人(包括約17,000名亞美尼亞族)，所以人口過滿以及其他的社會問題困擾著這座城市。除此以外，亞美尼亞人在這座城市主要占據了勞工及教育部門的位置，但與此同時阿塞拜疆居民中的失業和貧窮的百分比很高。
1985年時任蘇聯總書記戈爾巴喬夫發起的政治和經濟改革代表蘇聯當局開始把權利下放。在亞美尼亞和納卡地區的亞美尼亞人把戈爾巴喬夫的改革計劃視之為合并兩地的一個機會。在1988年2月20日，成千上萬的亞美尼亞人在斯捷潘納克特的列寧廣場(現文藝復興廣場)聚集，要求納卡地區加入亞美尼亞。同一時間納卡地區的最高蘇維埃也已經投票加入亞美尼亞蘇維埃社會主義共和國，但此舉遭到蘇維埃阿塞拜疆當局的反對。戈爾巴喬夫反對並援引蘇聯憲法第78條，指出各共和國未經事先同意不得改變其邊界。蘇聯的國營媒體也譴責納卡議會的投票以及持續不斷的示威。然而，這些行爲在阿塞拜疆人之中引起更大的共鳴。就像記者托馬斯·德瓦爾在他2003年關於衝突的著作所寫道，在理事會上訴後，整個情況是緩慢地展開武裝衝突開始的第一天。